# Општина Ведеа (Телеорман)
Ведеа (рум. Vedea) општина је у Румунији у округу Телеорман.
Oпштина се налази на надморској висини од 74 m.